# Microgramma (Schriftart)

Microgramma ist eine Schriftart, die 1952 von den italienischen Typografen Alessandro Butti und Aldo Novarese für die Schriftgießerei Nebiolo entworfen wurde. Sie ist eine Groteskschrift mit konstruiertem Charakter und gehört zu den bekanntesten Schriftarten.

## Geschichte und Verwendung
Die Schriftart wies zum Zeitpunkt ihrer Veröffentlichung eine einzigartige Gestaltung auf. Die Grundsätze der Schweizer Typografie wurden sämtlich beachtet. Ursprünglich war die Schrift lediglich für Überschriften und Schriftzüge konzipiert. Die von Aldo Novarese später entworfene ähnliche Schriftart Eurostile wurde um zahlreiche Zeichen erweitert und ist deswegen auch als Textschrift verwendbar. Die Microgramma wurde etwa von Halliburton oder Air Zaire verwendet.

Beispiele für die Verwendung der Microgramma
Logo von Halliburton
Logo von united Internet